# Chrzest za zmarłych
Chrzest za zmarłych – praktyka religijna, polegająca na przeprowadzeniu obrzędu chrztu na osobie zmarłej za pośrednictwem żywej osoby.
Obrzęd ten jest obecnie najbardziej rozpowszechniony wśród wyznawców Kościoła Jezusa Chrystusa Świętych w Dniach Ostatnich i niektórych innych denominacji mormońskich.
Uznający ten obrzęd mormoni postrzegają chrzest jako warunek konieczny do tego, by człowiek stał się częścią Królestwa Bożego. Dlatego ludzie, którzy za życia nie otrzymali chrztu, mogą być ochrzczeni po swojej śmierci.

## Obrzęd w praktyce kościołów chrześcijańskich

### Kościół Jezusa Chrystusa Świętych w Dniach Ostatnich
Kościół zalicza chrzest za zmarłych do obrzędów zarezerwowanych dla kultu świątynnego. Chrzest za zmarłych ponadto jako jedyny obrzęd świątynny zalicza się do obrzędów zbawczych, w odróżnieniu od pozostałych, związanych z wywyższeniem.
W ramach obrzędu osoba żyjąca, działająca jako pośrednik, przyjmuje chrzest przez zanurzenie w imieniu i na rzecz osoby zmarłej tej samej płci. Według nauk Kościoła każda ochrzczona po śmierci osoba może przyjąć lub odrzucić chrzest, którego dokonano w jej imieniu i na jej rzecz.

### Społeczność Chrystusa
Niektórzy członkowie Społeczności Chrystusa (dawnego Zreorganizowanego Kościoła Jezusa Chrystusa Świętych w Dniach Ostatnich) uznawali chrzest za zmarłych, ale praktyka ta nie była oficjalnie usankcjonowana i była źródłem kontrowersji wśród wyznawców.
W 1970 r. Światowa Konferencja (ciało ustawodawcze kościoła) zdecydowała o przeniesieniu objawienia i dwóch listów Josepha Smitha, poświęconych chrztowi za zmarłych, do sekcji załączników Nauk i Przymierzy kościoła, tym samym odrzucając obrzęd chrztu za zmarłych.

### Inne denominacje mormońskie
Opinie na temat dopuszczalności chrztu zmarłych różnią się w zależności od denominacji. Przykładowo Kościół Chrystusa – Obszar Świątyni nie dopuszcza tej praktyki, a występuje ona u strangitów.

### Inne kościoły chrześcijańskie
Chrzest za zmarłych dopuszcza także Kościół Nowoapostolski.

## Wczesne chrześcijaństwo
Epifaniusz z Salaminy opisywał w swym dziele Panarion (poświęconym poglądom uznanym za herezje chrześcijaństwa) praktykę, jaka miała mieć miejsce wśród uczniów Cerynta. Jeżeli jeden z nich umarł przed przyjęciem chrztu, inna osoba była chrzczona w imieniu zmarłego. Obrzęd ten miał nie dopuścić do sytuacji, w której zmarły byłby ukarany po swoim zmartwychwstaniu (przy końcu czasów) za śmierć bez poddania się chrztowi.
W jednej ze swoich homilii Jan Chryzostom wykpiwa postępowanie, przypisane przez niego marcjonitom, podobne do opisanego przez Epifaniusza. Jeżeli doszło do śmierci katechumena, zwłokom zmarłego zadawano pytanie, czy pragnie być ochrzczony, a inny wyznawca udzielał odpowiedzi twierdzącej i był chrzczony w imieniu zmarłego.
Kanon 18 synodu kartagińskiego w 419 r. zakazał dokonywania chrztu zmarłych i udzielania im Komunii świętej.

### 1. List do Koryntian
Kościoły dopuszczające chrzest za zmarłych wskazują, że praktyka ta ma uzasadnienie w Biblii, w 1. Liście do Koryntian (1 Kor 15,22-30):
I jak w Adamie wszyscy umierają, tak też w Chrystusie wszyscy będą ożywieni, lecz każdy według własnej kolejności. Chrystus jako pierwszy, potem ci, co należą do Chrystusa, w czasie Jego przyjścia. Wreszcie nastąpi koniec, gdy przekaże królowanie Bogu i Ojcu i gdy pokona wszelką Zwierzchność, Władzę i Moc. Trzeba bowiem, ażeby królował, aż położy wszystkich nieprzyjaciół pod swoje stopy.

Jako ostatni wróg, zostanie pokonana śmierć. Wszystko bowiem rzucił pod stopy Jego. Kiedy się mówi, że wszystko jest poddane, znaczy to, że z wyjątkiem Tego, który mu wszystko poddał. A gdy już wszystko zostanie Mu poddane, wtedy i sam Syn zostanie poddany Temu, który Synowi poddał wszystko, aby Bóg był wszystkim we wszystkich. Bo inaczej czegoż dokonają ci, co przyjmują chrzest za zmarłych? Jeżeli umarli w ogóle nie zmartwychwstają, to czemuż za nich chrzest przyjmują? Po co też i my wystawiamy się na niebezpieczeństwo każdej godziny?
Istnieje wiele interpretacji słów św. Pawła – zarówno co do samego pojęcia chrztu za zmarłych, jak i co do akceptowania przez niego (lub nie) tej praktyki.

#### Znaczenie słowa baptizein
1. List do Koryntian został napisany w koine. Fragment, zawierający określenie „chrzest za zmarłych”, brzmi w grece wspólnej następująco:
Ἐπεὶ τί ποιήσουσιν οἱ βαπτιζόμενοι ὑπὲρ τῶν νεκρῶν (Epei ti poiēsousin hoi baptizomenoi hyper tōn nekrōn)
Występujący tam czasownik baptizein miał związek z rzeczownikiem baptismos, oznaczającym rytualne obmycie i występującym na kartach Starego Testamentu. Jednak w Nowym Testamencie zaczął być kojarzony z rzeczownikiem baptisma (chrzest) – neologizmem, nieznanym Septuagincie lub przedchrześcijańskim tekstom żydowskim.
Amerykański teolog Peter Leithart zasugerował, że komentarz św. Pawła ma stanowić analogię między praktyką chrztu (baptisma) a żydowską praktyką obmycia (baptismos) i oczyszczenia po kontakcie ze zmarłym, opisaną w rozdziale 19 Księgi Liczb.

#### Znaczenie określenia „chrzest za zmarłych”
Tertulian na kartach swego dzieła Adversus Marcionem (skierowanego przeciw marcjonizmowi) stwierdza, że uwaga Pawła o chrzcie za zmarłych była wyrazem jego przekonań o zmartwychwstaniu ciał (poglądowi temu sprzeciwiał się Marcjon). Podobnie Jan Chryzostom uważał je za wyraz wiary osób zmarłych w ich własne zmartwychwstanie.
Tyndale Bible Dictionary sugeruje, że chrzest za zmarłych może być metaforą męczeństwa; zwraca się uwagę na słowa Jezusa w Ewangelii według świętego Marka i Łukasza, łączące chrzest z męką Chrystusa.
Jan Kalwin uważał, że świętemu Pawłowi chodziło o chrzest osób bliskich śmierci.
Bp Kazimierz Romaniuk (jeden z tłumaczy Biblii Tysiąclecia) umieścił w Biblii Tysiąclecia następujący komentarz do słów św. Pawła:
Dotychczas nie wiadomo dokładnie, na czym polegała owa praktyka „chrztu za zmarłych”. Być może, iż przyjmowano chrzest, ulegając życzeniom osób już zmarłych, po to, by się z nimi zjednoczyć po śmierci. Wówczas zwrot ten należałoby tłum.: „dla zmarłych”, „ze względu na zmarłych”. Gdyby jednak zmarli nie mieli zmartwychwstać, nie nastąpiłoby również przyszłe zjednoczenie z nimi, uwarunkowane niejako przyjęciem chrztu za życia.

## Doktryna Kościoła Jezusa Chrystusa Świętych w Dniach Ostatnich

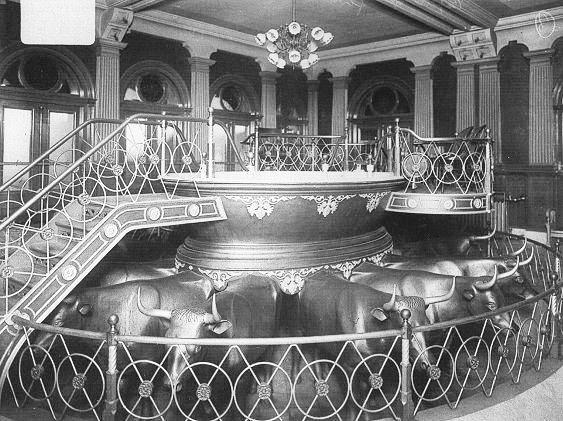
Basen chrzcielny w świątyni Salt Lake, używany przez mormonów do chrzczenia zmarłych. Dwanaście wołów otaczających basen symbolizuje dwanaście plemion Izraela

Podstawą dla chrztu zmarłych jest nie tylko cytowany wyżej 1. List do Koryntian, ale także fragmenty 1. Listu Świętego Piotra, opisujące Jezusa głoszącego zbawienie duchom zmarłych. Interpretowane jest to jako wyraz łaski Boga, który w swojej sprawiedliwości umożliwia zmarłym przyjęcie Dobrej Nowiny, jeśli nie mieli takiej szansy za życia.
Chrzest w imieniu i na rzecz zmarłego może przyjąć każdy członek kościoła (począwszy od roku swoich 12. urodzin), który ma tzw. rekomendację świątynną (mężczyźni muszą ponadto otrzymać kapłaństwo Aarona – niższy z dwóch porządków kapłaństwa Świętych w Dniach Ostatnich). Aktualne wymogi w tym zakresie wprowadzono w 2018 r.

### Chrzest a genealogia
Obrzęd chrztu dla zmarłych nie jest kierowany jedynie do mormonów, ale do wszystkich osób ochrzczonych. Z tego względu mormoni rozpoczęli gromadzenie kopii informacji o narodzinach i zgonach w celu wykorzystywania ich dla pomocy zmarłym w zbawieniu. Powstałe w ten sposób bazy genealogiczne są udostępniane także osobom spoza kościoła, między innymi za pośrednictwem:
- organizacji FamilySearch, prowadzącej internetowy serwis genealogiczny[34],
- centrów historii rodziny[35].

## Kontrowersje
W kwietniu 2008 r. Kongregacja ds. Duchowieństwa poinstruowała amerykańskich biskupów, by nie pozwalali mormonom na utrwalanie informacji z rejestrów kościelnych. Działanie to miało zapobiec dokonywaniu przez Świętych w Dniach Ostatnich chrztów osób zmarłych, których dane znajdowały się w księgach metrykalnych. Praktyka mormonów wywołała poważne zastrzeżenia Kongregacji Nauki Wiary.
Centrum Szymona Wiesenthala, American Gathering of Jewish Holocaust Survivors and their Descendants i inne organizacje żydowskie wielokrotnie krytykowały gromadzenie w bazach Świętych w Dniach Ostatnich informacji o Żydach (w tym ofiarach Holokaustu) i dokonywanie na ich rzecz chrztów za zmarłych.